# DBK David + Baader
Die DBK David + Baader GmbH als Stammfirma der DBK Gruppe ist ein international tätiger Hersteller von elektrischen Heiz- & Kühlsystemen mit mehr als 700 Mitarbeitern an 11 Standorten weltweit. Die DBK Gruppe befindet sich heute im Eigentum der Familie David, die alle Firmenanteile hält. 

## Geschichte
Das Unternehmen wurde 1946 als DaBa David & Baader von Josef David Senior und Theo Baader in Kandel, Pfalz gegründet. In der Nachkriegszeit wurden zunächst Produkte für den Hausgebrauch mit Drahtheiztechnik, zum Beispiel Heizlüfter und Bügeleisen, gefertigt. 1956 wurde der Geschäftsbereich Industrieofenbau gegründet. In den 60er Jahren ging der erste Babykostwärmer in Serie. Die Weiterentwicklungen dieses Traditionsproduktes wurden noch bis ins Jahr 2018 an namhafte Babyartikel-Hersteller ausgeliefert. Als weitere Innovation kam der weltweit erste, fahrbare Ölradiator auf den Markt. In den achtziger Jahren kam ein Vaporisator zur Desinfektion von Babyflaschen als erstes Gerät seiner Art auf den Markt.
1983 übernahm Josef David Junior die Geschäftsleitung. Das Unternehmen entschied sich 1986 für den Einstieg in die PTC-Technologie, was zahlreiche neue Applikationsfelder im Industriesektor eröffnet. 1987 begann DBK mit der Entwicklung von elektrischen Fahrzeugheizungen und liefert den ersten PTC-Dieselheizer an einen namhaften bayrischen Automobilhersteller. 1994 ging der weltweit erste elektrische Innenraumheizer mit PTC Heiztechnologie für den Audi 100 in Serie. Im Jahre 1996 schied die Familie Baader aus dem Gesellschafterkreis des Unternehmens aus; alleinige Gesellschafter waren nun Mitglieder der Gründerfamilie David.
1998 gründete DBK zusammen mit der J. Eberspächer GmbH & Co. KG. das Gemeinschaftsunternehmen Catem mit dem Fokus auf elektrische PKW-Innenraumheizungen. Zehn Jahre später verkaufte DBK seine Anteile an Eberspächer. DBK begann mit dem Aufbau eines eigenen Geschäftsfeldes Automotive und stieg in die Kfz-Leistungselektronik ein. 2009 übernahm DBK den Elektronikdienstleisters Lüdtke Elektronic GmbH & Co. KG (heute: DBK EMS GmbH & Co. KG).
Mit der Entwicklung des Produktes „Drymatic“, einer neuartigen Lösung für die Trocknung von Wasserschäden, etablierte sich das Unternehmen 2010 in der Branche der Gebäudetrocknung. Der traditionelle Industriebereich entwickelt sich zum Systemlieferanten für elektrische Heiz- & Kühllösungen und wird zu „Industrial Thermal Management“.
2011 erfolgte der erste Spatenstich am neuen Firmengelände in Rülzheim, 2012 der Umzug in die neuen Gebäude in Rülzheim. Lediglich Bereich Industrieofenbau verblieb am Stammsitz in Kandel. 2014 wurde das Unternehmen mit dem Innovationspreis des Landes Rheinland-Pfalz in der Kategorie „Sonderpreis Industrie“ für die Entwicklung des Hochvolt-Wasserheizers, der in den Modellen BMW i3 und i8 zum Einsatz kommt, ausgezeichnet (Innovationspreis Rheinland-Pfalz). 2017 folgte die Auszeichnung mit dem Global Außenwirtschaftspreis.

## Standorte
- DBK David + Baader GmbH, Deutschland (1946)
- DBK Technitherm Ltd, Wales, UK  (1987)
- DBK Technology Ltd, Hong Kong (1989)
- DBK France EURL, Frankreich (2001)
- DBK USA Inc., USA (2003)
- DBK Austria GmbH, Österreich (2004)
- DBK Czech s.r.o., Tschechische Republik (2004)
- DBK EMS GmbH & CO. KG, Deutschland (2009)
- DBK Scandinavia AB, Schweden (2009)
- DBK Omega Electronic Technology (Guangzhou) Ltd, China (2010)
- DBK Industrial Equipment (Chongqing) Co. Ltd., China (2015)
- DBK (Changshu) Automotive Co. Ltd., China (2018)

## Geschäftsfelder
Die Geschäftstätigkeit von DBK gliedert sich in 3 Bereiche:
- Automotive: Heizlösungen für OEMS; Im Automotive-Bereich werden unter anderem Heizungen für Elektroautos gefertigt.[8]
- Industrial Thermal Management (ITM): Heiz- und Kühllösungen für die Industrie
- Electronics Manufacturing Services (EMS): EMS-Lösungen

## Stiftung
Die Josef-David-Stiftung ist eine gemeinnützige Stiftung, die auf Initiative des 2001 verstorbenen DBK Firmeninhabers Josef David gegründet wurde. Stiftungszwecke sind die Regionalentwicklung und die Nachbarschaft in der PAMINA-Region (Südpfalz, Mittlerer Oberrhein und Nordelsass) durch grenzüberschreitende Projekte im sozialen und kulturellen Bereich.

## Trivia
In Kandel wurde eine Straße zur rückwärtigen Erschließung des langjährigen Stammsitzes von DBK zu Ehren des Gründers Josef David sr. Josef-David-Straße benannt.